# Étienne de Kalbermatten
Étienne de Kalbermatten est un architecte suisse, né le 20 juillet 1886 à Sion et mort le 1er avril 1958 à Lausanne. Issu du cabinet du cabinet d’architecture de Kalbermatten, il s’associe avec Paul Metz, avec lequel il est, entre autres, l’auteur des plans d’une villa balnéaire de La Baule.

## Biographie
Étienne de Kalbermatten naît le 20 juillet 1886 à Sion. Il étudie l'architecture, à partir de 1909, dans la classe de Gustave Umbdenstock à l’École nationale supérieure des beaux-arts, tout comme Paul Xavier Metz avec lequel il s’associe par la suite. Il en sort diplômé le 10 juin 1914.
Il fait partie d'une lignée d’architecte commencée par Joseph de Kalbermatten (1840-1920) qui fonde le bureau Kalbermatten Architectes en 1865 à Sion. Son fils Alphonse (1870-1960) continue l’activité de l’agence, bientôt rejoint par ses deux propres fils, Henri (1913-1989) et Étienne de Kalbermatten. 
Associé à Xavier Metz, Étienne de Kalbermatten réalise la villa Djenina à La Baule,, ainsi qu’un immeuble en Côté-d’Or en 1926 et une maison à Ville-d’Avray en 1933. Durant la Seconde Guerre mondiale il retourne en Suisse, auprès du cabinet de Kalbermatten avec lequel il participe à l’agrandissement de la cathédrale de Sion. 
Il meurt le 1er avril 1958 à Lausanne.